# Patatje Metal

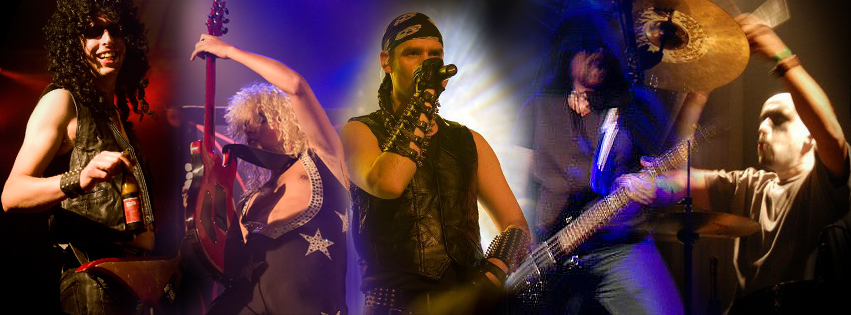
Bandleden van Patatje Metal.

Patatje Metal was een muziekgroep uit Noord-Brabant, die zich heeft gespecialiseerd in het coveren van Nederlandstalige nummers in rockversies.

## Biografie
Patatje Metal was afkomstig uit Eindhoven. De band heeft onder andere gespeeld op de Zwarte Cross in 2004, Lowlands in 2006 en Dauwpop in 2009. Ook zijn zij tweemaal te gast geweest bij Giel Beelen op 3FM. De band mengt Nederpopklassiekers met glamrock en hairmetal. Op het podium hadden zij een ludieke presentatie, met daarbij horende komische pseudoniemen. In 2005 bracht de band haar eerste album, Lik de lølly, uit op het kleine EB Records. Op deze cd stonden louter covers van bekende Nederlandstalige liedjes. In 2007 volgde de kerstsingle Lik de bållen. In 2010 bracht het vijftal zijn derde en laatste werk uit onder de naam Proef de peen 'ns. Eind 2011 stond de band in de finale van de Top2000 cover contest op radio 2 en behaalde met hun versie van Ik kan het niet alleen van De Dijk de derde plaats. Op 20 juni 2015 was het afscheidsconcert in de Effenaar.
In 2019 maakt de band zijn rentree met de single Zo vrolijk. De release wordt kracht bijgezet met enkele optredens.

## Bezetting
- Marco Borsatan - zang
- Rammstein Shaffy - gitaar
- Het Beest - gitaar
- Vader Macabraham - basgitaar
- Nico Haat - drums

### Oud-leden

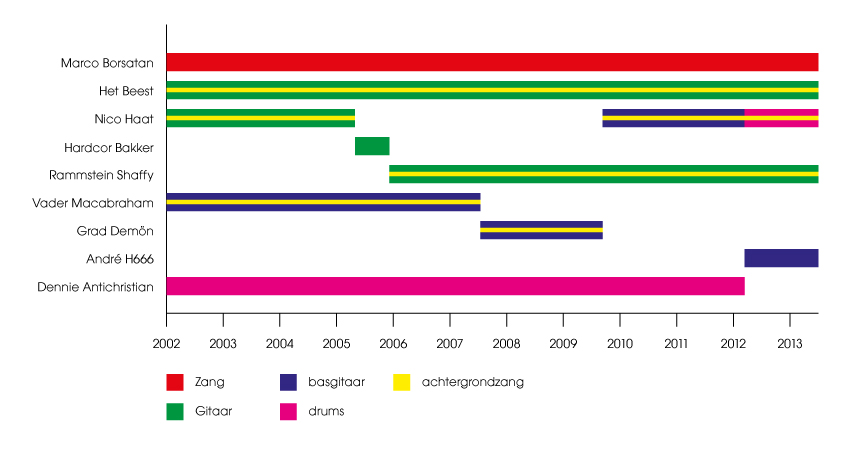
Bezetting van Patatje Metal door de jaren heen.

- Grad Demön - basgitaar
- Andre H666 - basgitaar
- Dennie Antichristian - drums

## Discografie
- Lik de lølly (album, 2005)

1. Verliefd origineel van Circus Custers
2. Ik weet niet hoe origineel van Benny Neyman
3. Dromen zijn bedrog origineel van Marco Borsato
4. Heb je even voor mij origineel van Frans Bauer
5. Even aan mijn moeder vragen origineel van Bloem
6. Zo verdomd alleen origineel van Danny de Munk
7. Sinds 1 dag of 2 (32 jaar) origineel van Doe Maar
8. België origineel van Het Goede Doel
9. Ben ik te min origineel van Armand
10. Ding-a-dong origineel van Teach-In
11. Vriendschap origineel van Het Goede Doel
12. Opzij origineel van Herman van Veen
13. Pa origineel van Doe Maar
14. Een beetje verliefd origineel van André Hazes
15. Annabel origineel van Hans de Booy
16. Kronenburg Park origineel van Frank Boeijen

- Lik de Bållen (single, 2007)

1. Gloria
2. De Kerstezel origineel van Kinderen voor Kinderen en Harrie Jekkers
3. Oh Denneboom

- Proef de Peen 'ns (EP, 2010)

1. Suzanne origineel van VOF de Kunst
2. Ik verscheurde je foto origineel van Koos Alberts
3. Toveren origineel van K3
4. Zeg maar niets meer  origineel van André Hazes
5. Als de morgen is gekomen origineel van Jan Smit
6. De clown origineel van Ben Cramer

- Zo vrolijk (Single, 2019)

1. Zo vrolijk origineel van Herman van Veen